# Paeonia daurica
Paeonia daurica är en pionväxtart. Paeonia daurica ingår i släktet pioner, och familjen pionväxter.

## Underarter
Arten delas in i följande underarter:
- P. d. coriifolia
- P. d. daurica
- P. d. lagodechiana
- P. d. macrophylla
- P. d. mlokosewitschii
- P. d. tomentosa
- P. d. velebitensis
- P. d. wittmanniana

## Bildgalleri

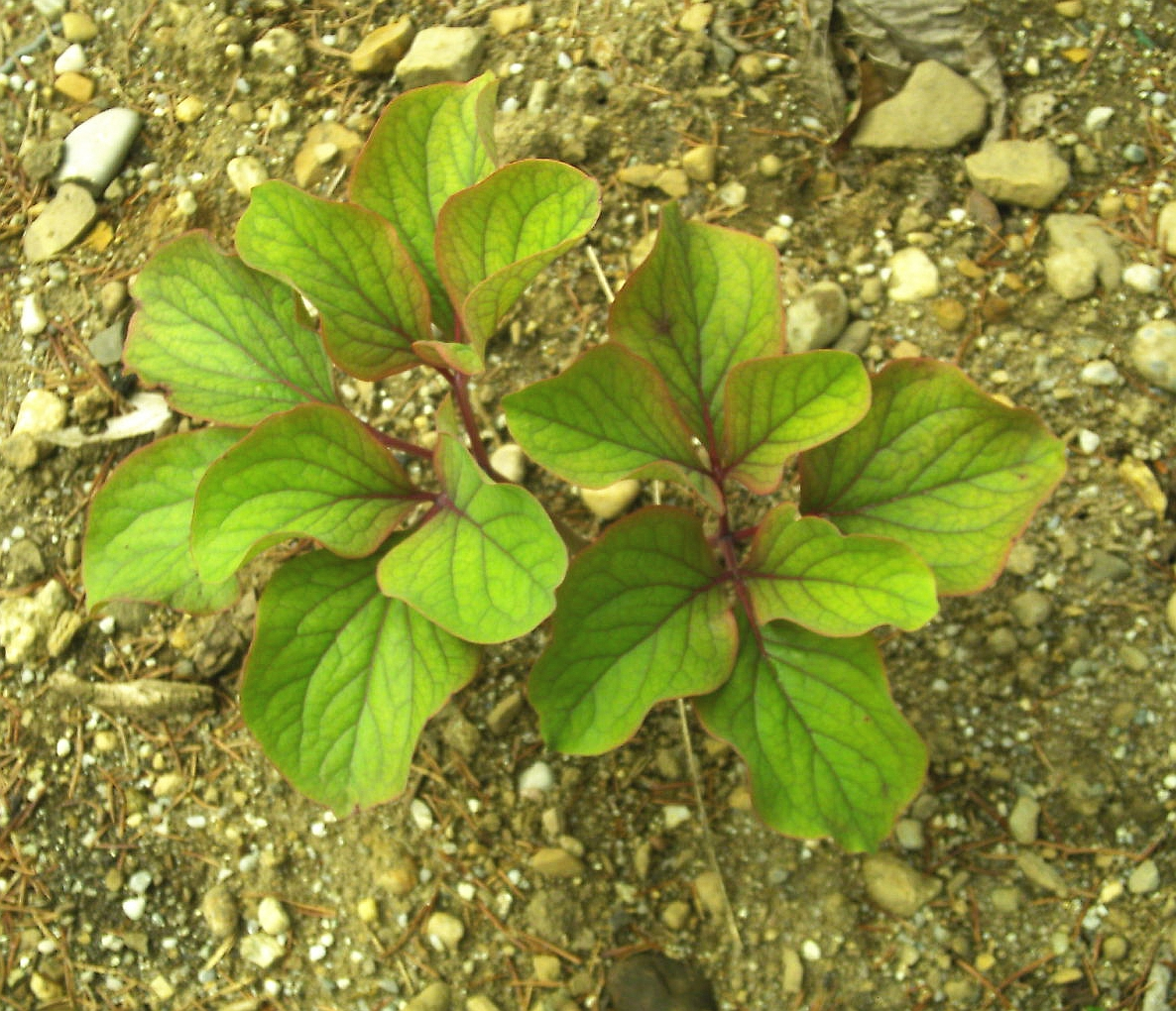
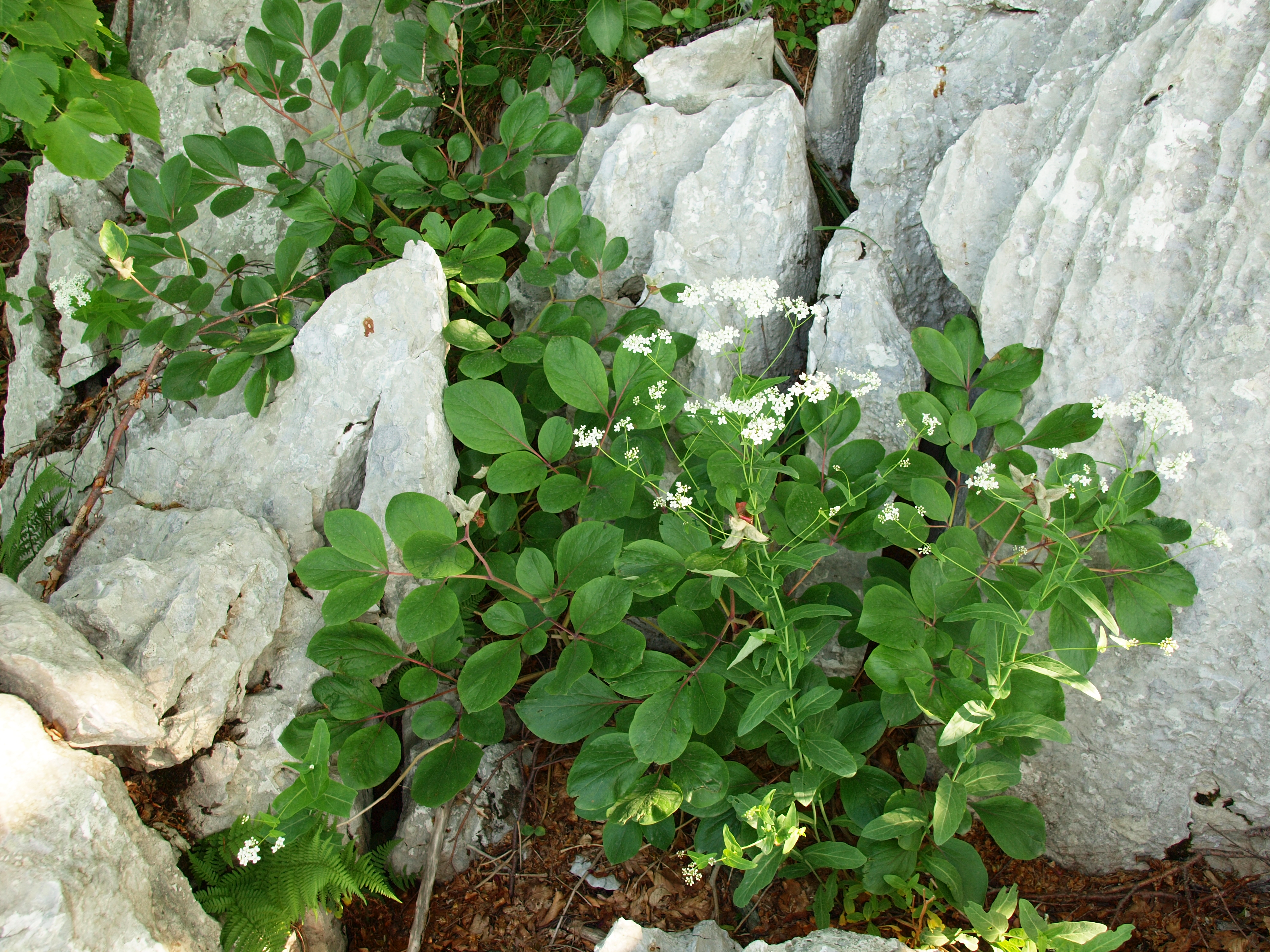
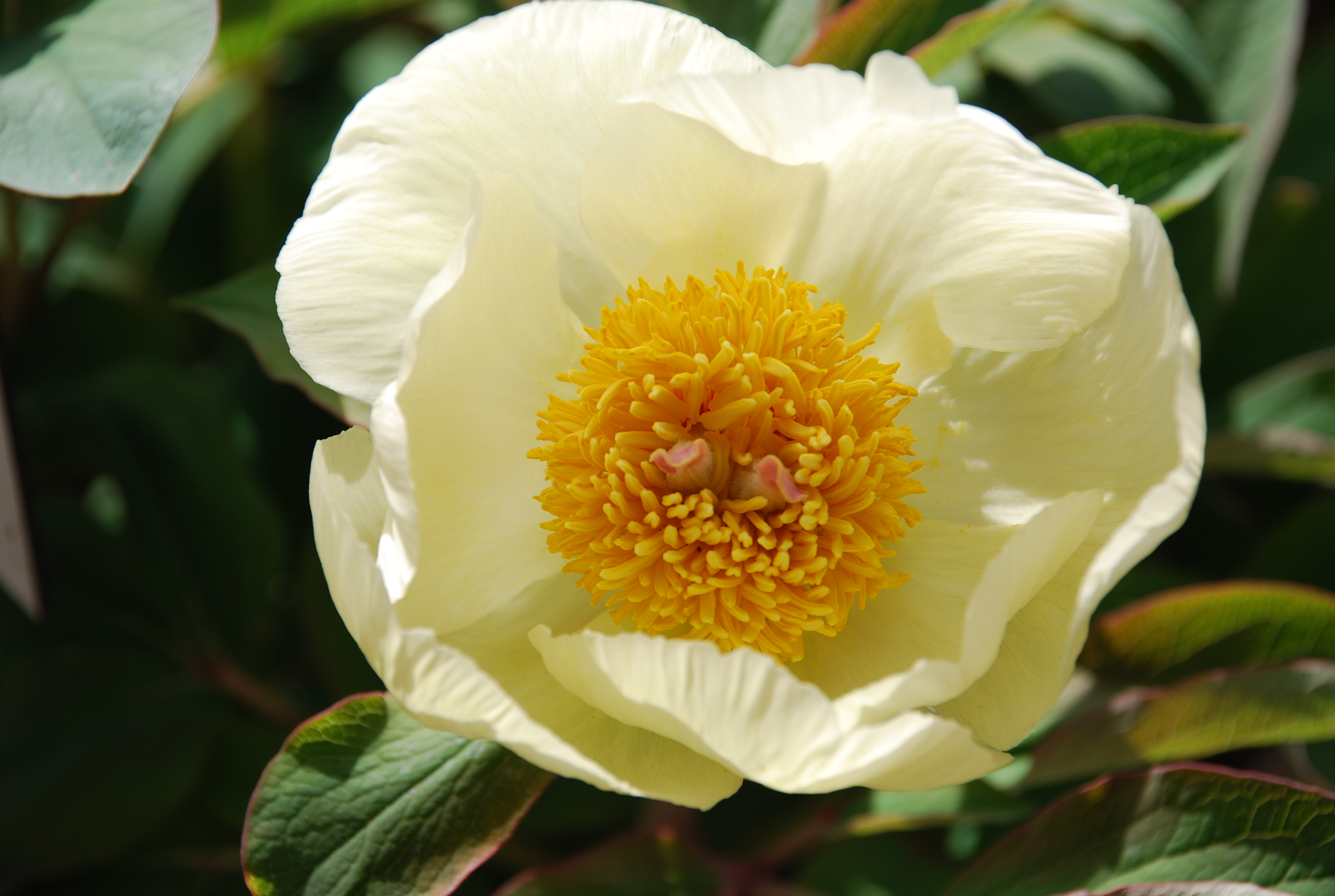
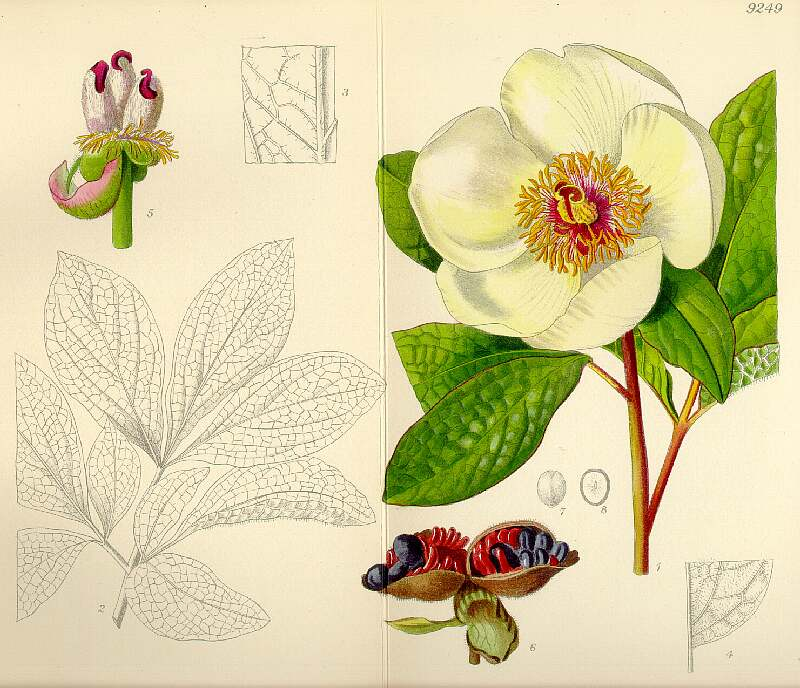
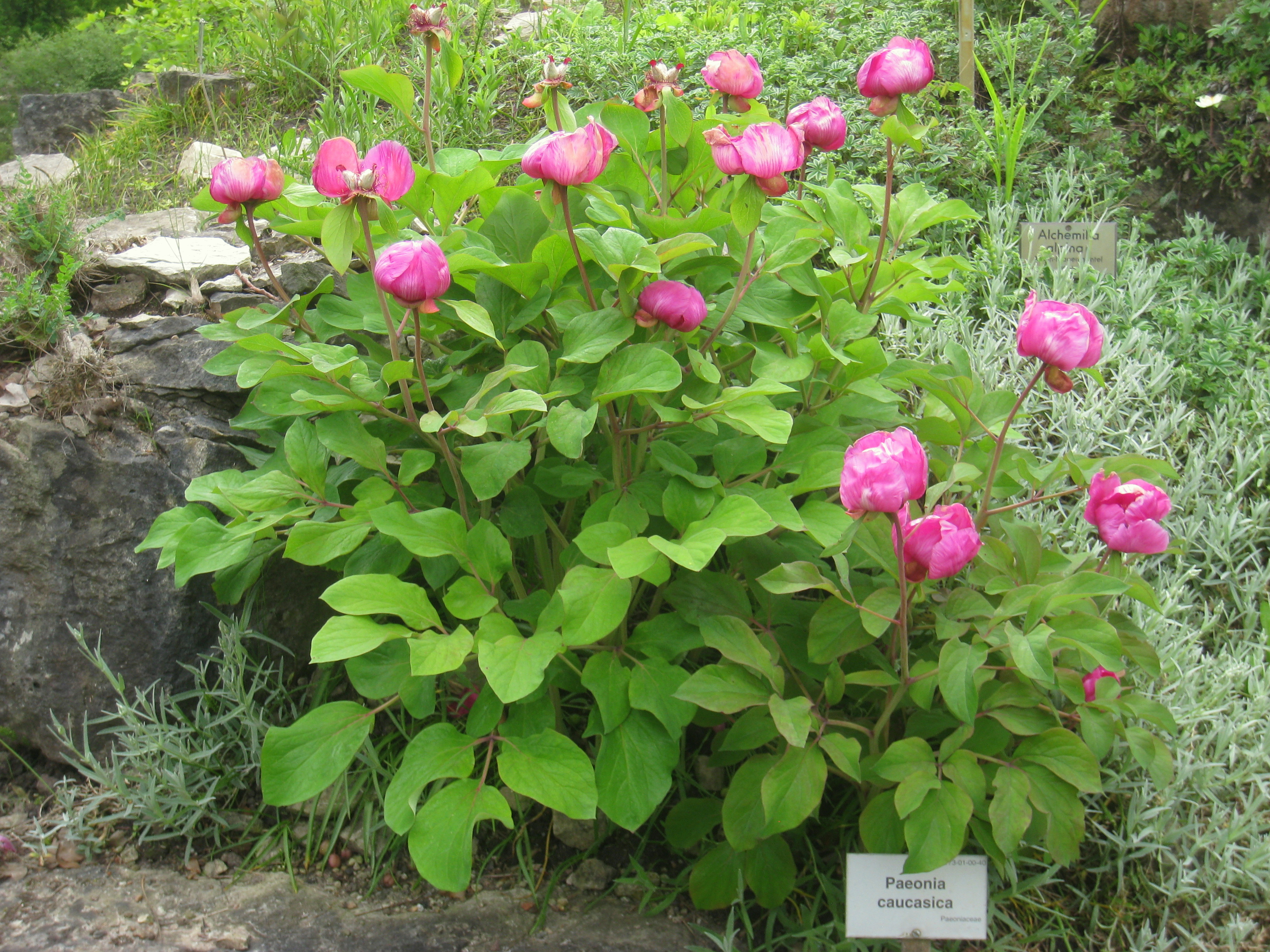
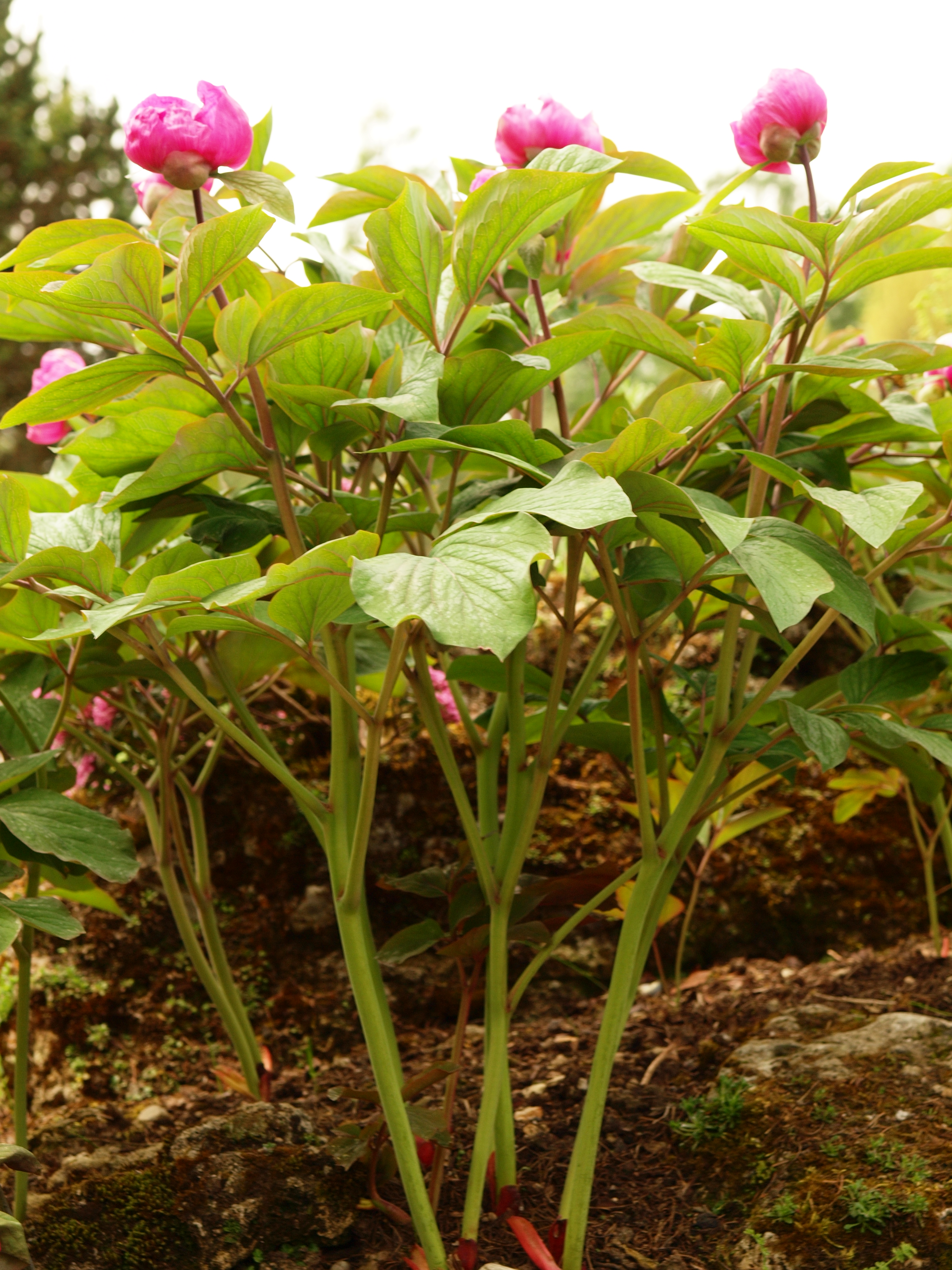